# Nyesjön
Nyesjön är en sjö i Arvika kommun i Värmland och ingår i Göta älvs huvudavrinningsområde. Sjön är 12 meter djup, har en yta på 0,575 kvadratkilometer och befinner sig 108,4 meter över havet. Vid provfiske har bland annat abborre, braxen, gers och gädda fångats i sjön.

## Delavrinningsområde
Nyesjön ingår i det delavrinningsområde (664845-131509) som SMHI kallar för Utloppet av Nyesjön. Medelhöjden är 133 meter över havet och ytan är 6,08 kvadratkilometer. Räknas de 25 avrinningsområdena uppströms in blir den ackumulerade arean 642,62 kvadratkilometer. Vaggeälven (Kivilampälven) som avvattnar avrinningsområdet har biflödesordning 3, vilket innebär att vattnet flödar genom totalt 3 vattendrag innan det når havet efter 304 kilometer. Avrinningsområdet består mestadels av skog (70 procent). Avrinningsområdet har 1,04 kvadratkilometer vattenytor vilket ger det en sjöprocent på 17,1 procent.

## Fisk
Vid provfiske har följande fisk fångats i sjön:
- Abborre
- Braxen
- Gärs
- Gädda
- Löja
- Mört